# Linha de Alta Velocidade Lisboa–Madrid
A Linha de Alta Velocidade Lisboa-Madrid é um projeto de uma linha de alta velocidade de tráfego de passageiros, localizada em Portugal e em Espanha, que, se for concluída, ligará as capitais destes dois países em bitola europeia, permitindo uma velocidade máxima de 350 km/h. No lado português, o projeto foi suspenso em 2011 por tempo indeterminado.
Os primeiros projetos para construir uma ligação em alta velocidade entre Lisboa e Madrid datam do início da década de 1990; em 2003 os governos de Portugal e de Espanha acordaram que a LAV deveria cruzar a fronteira em Elvas/Badajoz. Se em Espanha a construção de linhas de alta velocidade é um assunto relativamente consensual, em Portugal assistiu-se a uma grande controvérsia na sociedade civil sobre a necessidade de dotar o país deste tipo de infraestruturas. No lado português, o governo esteve empenhado na construção da LAV Lisboa–Elvas até 2011; nesse ano, o projeto foi suspenso por tempo indeterminado devido aos efeitos da Grande Recessão. Embora nenhum governo português tenha inteiramente abandonado o projeto da LAV Lisboa–Madrid (e de outras LAV em Portugal), em 2018 este assunto era considerado um "tabu" que estava à espera de melhor altura para ser debatido.
De acordo com o projeto de 2003 (o chamado projeto do "pi deitado"), a LAV Lisboa–Madrid seria uma das 6 linhas de alta velocidade que seriam construídas em Portugal e uma das 4 que atravessaria a fronteira entre este país e Espanha. 
Devido ao facto de esta linha estar planeada em bitola europeia (1435 mm), em vez de em bitola ibérica (1668 mm), previa-se que iria facilitar as ligações por ferrovia com o resto da Europa. Os comboios estariam aptos a fazer a ligação entre Lisboa e Madrid a uma velocidade máxima de 350 km/h, percorrendo a distância que separa as duas cidades em 2:45h, num serviço direto. Previa-se inicialmente que a linha estivesse concluída entre 2013 e 2015. 

## Traçado
O traçado que aqui se apresenta é o que estava previsto nos estudos de impacto ambiental realizados na década de 2000. É de notar que este traçado pode sofrer alterações se o projeto vier a ser retomado.
A linha teria uma extensão de 640 km (203 km em Portugal e 437 km em Espanha) e seria construída em bitola europeia, permitindo uma velocidade máxima de 350 km/h. A linha seria em via dupla e eletrificada em toda a sua extensão a 25 kV 50 Hz CA. 
Esta Linha de Alta Velocidade iria iniciar-se em Madrid, na estação de Atocha, sendo comum à LAV Madrid-Sevilha até perto da localidade Manchenga de Pantoja, onde as duas linhas férreas divergem. A LAV atravessaria o noroeste da comunidade autónoma de Castela-La Mancha, bem como a Estremadura, possuindo estações em Talavera de la Reina, Navalmoral de la Mata, Plasencia e Cáceres. 
A linha prosseguia então para sul, em direção a Mérida, cidade esta que seria servida por um ramal proveniente da linha principal. A partir de Mérida, a linha iria curvar para oeste, na direção da fronteira luso-espanhola. Na fronteira existiria, perto da aldeia de Caia, uma estação internacional, com conexão com a rede convencional, que serviria as cidades de Badajoz e de Elvas. A estação internacional seria composta por um terminal de passageiros, localizado no lado espanhol, e por um terminal de mercadorias, no lado português. 
Em Portugal, entre a estação internacional e Évora, as 2 vias da linha férrea em bitola europeia passariam a ser acompanhadas por uma 3.ª via, em bitola ibérica, que estava destinada principalmente ao acesso das mercadorias ao porto de Sines. A LAV Lisboa–Madrid atravessava as planícies do Alentejo, contornando a Serra de Ossa por sul, alcançando a estação de Évora Norte. Esta estação seria comum com a LAV e com a convencional Linha de Évora (Casa Branca-Estremoz), sendo aqui que a 3.ª via da LAV iria encaixar na restante rede convencional portuguesa. O acesso dos passageiros ao centro de Évora seria feito por um shuttle que ligaria a nova estação de Évora com a já existente que está localizada no centro da cidade. Isto obrigaria à reabertura para passageiros do troço encerrado da Linha de Évora, entre a atual estação de Évora e a nova. Seria igualmente na estação de Évora Norte que a LAV Lisboa-Madrid se iria juntar à também planeada LAV Évora-Faro-Huelva, com destino ao Algarve e ao sudoeste de Espanha. 
No Poceirão (Palmela), a LAV Lisboa-Madrid faria conexão com a já existente Linha do Alentejo, dando assim acesso à planeada Plataforma Logística do Poceirão. Seria igualmente perto desta localidade que iria sair um ramal para o novo Aeroporto de Luís de Camões, (ALC), que estava previsto ser construído no Campo de Tiro de Alcochete. No local de intersecção deste ramal com a LAV e a Linha do Alentejo, iria existir uma estação de passageiros, a estação ferroviária de Poceirão-NAL.
Após o Poceirão, a LAV contornava a estação de Pinhal Novo e, na zona do Lavradio, entrava na Terceira Travessia do Tejo, com cerca de 7 km. Na cidade de Lisboa, a LAV seria paralela à convencional Linha do Norte durante cerca de 2 km, alcançando depois a estação do Oriente. Nesta estação a LAV Lisboa–Madrid iria conectar-se com a rede convencional e com a planeada LAV Lisboa–Porto.

## Construção
A construção estava prevista que começasse em 2010, e que os primeiros comboios circulassem entre Lisboa e Madrid em 2013.
A construção foi adiada em 2011 devido aos efeitos da Grande Recessão e da crise da dívida pública da Zona Euro nos dois países. A construção do troço entre Poceirão e a fronteira com Espanha (em Caia) estava orçada em cerca de 1500 milhões de euros.
Em 2012, a linha foi substituída pela promessa de um comboio rápido. A partir de 19 julho de 2022, passará a existir uma ligação ferroviária diária entre Badajoz e Madrid que vai encurtar a viagem em 51 minutos. No entanto, a nova infraestrutura ainda não está eletrificada e não poderá ultrapassar os 180 quilómetros por hora.

## Estudos de Impacto Ambiental
- Resumo Não Técnico da Terceira Travessia do Tejo. Setembro de 2008.
- Resumo Não Técnico do Lote 3A1 — Acesso ferroviário ao Novo Aeroporto de Lisboa no Campo de Tiro de Alcochete. Julho de 2009.
- Resumo Não Técnico do Lote 3A2 — Troço Lisboa—Montemor — Sub-Troço Moita–Montemor. Novembro de 2007.
- Resumo Não Técnico do Lote 3B — Troço Montemor–Évora. Maio de 2007.
- Resumo Não Técnico do Lote 3C — Troço Évora–Elvas. 27 de Novembro de 2007.
- Resumo Não Técnico do Lote LTF — Troço Elvas–Caia. Dezembro de 2007.